# Dobiegniew (gromada)
Dobiegniew – dawna gromada, czyli najmniejsza jednostka podziału terytorialnego Polskiej Rzeczypospolitej Ludowej w latach 1954–1972.
Gromady, z gromadzkimi radami narodowymi (GRN) jako organami władzy najniższego stopnia na wsi, funkcjonowały od reformy reorganizującej administrację wiejską przeprowadzonej jesienią 1954 do momentu ich zniesienia z dniem 1 stycznia 1973, tym samym wypierając organizację gminną w latach 1954–1972.
Gromadę Dobiegniew z siedzibą GRN w mieście Dobiegniewie (nie wchodzącym w jej skład) utworzono 1 stycznia 1958 w powiecie strzeleckim w woj. zielonogórskim na mocy uchwały nr V/24/57 WRN w Zielonej Górze z dnia 15 listopada 1957 z obszarów zniesionych gromad Osiek i Słonów.
1 stycznia 1972 do gromady Dobiegniew włączono tereny o powierzchni 1425 ha z miasta Dobiegniew w tymże powiecie.
Gromada przetrwała do końca 1972 roku, czyli do kolejnej reformy gminnej. 1 stycznia 1973 w powiecie strzeleckim utworzono gminę Dobiegniew.